# Hippobosca
Hippobosca ist eine Gattung der Lausfliegen. Die Vertreter sind blutsaugende Insekten, rotbraun und etwa 1 cm lang. Die stark sklerotisierten Adern der beiden Flügel drängen sich gegen den vorderen Rand zusammen. Der Kopf ist rundlich, frei beweglich und trägt große, den gesamten seitlichen Kopf einnehmende Augen. Die Parasiten verweilen lebenslang auf ihrem Wirt, sind mit ihren Krallen fest an den Haaren verankert und bevorzugen die Dammregion, den Zwischenschenkelsspalt und die Schamgegend. Weibchen gebären die reifen Drittlarven, die sich sofort verpuppen.
Folgende Tabelle zeigt die Arten, ihre Wirte und ihre Verbreitung:
| Art                    | Wirte                                                                          | Vorkommen                                            |
| ---------------------- | ------------------------------------------------------------------------------ | ---------------------------------------------------- |
| Hippobosca camelina    | Kamele (seltener andere Säugetiere)                                            | Europa, Asien, Afrika                                |
| Hippobosca equina      | Pferde und Esel (gelegentlich Rinder, selten auch andere Säugetiere und Vögel) | Europa, Asien, Afrika                                |
| Hippobosca fulva       | Rinder                                                                         | südliches Afrika                                     |
| Hippobosca hirsuta     | Rinder                                                                         | Zentralafrika                                        |
| Hippobosca longipennis | Hunde, wildlebende Hundeartige, Großkatzen                                     | Ost- und Nordafrika, östlicher Mittelmeerraum, Asien |
| Hippobosca maculata    | vor allem Pferde, Rinder                                                       | Tropen und Subtropen, vor allem Afrika und Indien    |
| Hippobosca rufipes     | Rinder                                                                         | Afrika                                               |
| Hippobosca variegata   | Pferde, Rinder                                                                 | tropische Gebiete Afrikas                            |

Maa (1969) untergliedert sie in drei Gruppen: a) Hippobosca equina, fulva und longipennis, b) Hippobosca camelina und c) Hippobosca variegata, hirsuta und rufipes.